# Anime NYC
Anime NYC là hội chợ anime thường niên diễn ra trong ba ngày, thường được tổ chức trong tháng 11 tại trung tâm Hội nghị Javits Center ở Thành phố New York.

## Nội dung hoạt động
Một số hoạt động tiêu biểu như các trò chơi arcade, trò chơi video, thi đấu bài, khu vực của các họa sĩ, quầy bán vật phẩm, các buổi trình diễn, chiếu phim, thư viện manga (từ thư viện manga Carolina), cosplay và các buổi hội thảo. Anime NYC offered 100 hours of programming in 2017.

## Lịch sử
Greg Topalian, cựu phó chủ tịch của Reed Exhibitions, người sáng lập nên hội chợ New York Comic Con vào năm 2006. Sau khi rời khỏi chức vụ, ông trở thành chủ tịch của LeftField Media vào năm 2014, nhà tổ chức Anime NYC đồng thời điều hành hội chợ Awesome Con tại Washington, D.C. New York được chọn làm nơi tổ chức hội chợ do lúc bấy giờ có rất ít các hội chợ anime lớn diễn ra tại đây. Hội chợ Anime NYC đầu tiên tốn hơn một năm để lên kế hoạch và sử dụng hơn hai hội trường tại trung tâm hội nghị. Họ không dùng nhiều diện tích như của hội chợ New York Comic Con trong hội chợ đầu tiên. Thành phố New York City thông báo về hội chợ Anime NYC năm 2017. Hội chợ Anime NYC vào năm 2018 đã bổ sung thêm không gian và có kế hoạch mở rộng vào năm 2019. Anisong World Matsuri cũng được tổ chức tại phòng khiêu vũ Hammerstein.
Năm 2019, Anime NYC sử dụng hết tất cả các sảnh sự kiện chính của trung tâm Hội nghị Jacob K. Javits. Khu vực của các họa sĩ được dời vào cùng sảnh với các quầy bán vật phẩm, nơi có kích thước rộng hơn gấp đôi. Hội chợ có sự góp mặt của Ủy viên Hội đồng Thành phố New York Ben Kallos và đại diện Liên hợp quốc của phía Nhật Bản Kanji Yamanouchi.
Hội chợ Anime NYC năm 2020 đã bị hủy do diễn biến phức tạp của đại dịch COVID-19 và một hội chợ trực tuyến diễn ra từ ngày 17-20 tháng 11 do Anime NYC kết hợp cùng NTWRK tổ chức để thay thế.
Năm 2021 hội chợ Anime NYC đã được tổ chức trở lại; những người tham dự cần hộ chiếu vaccine để chứng minh rằng mình đã được tiêm vắc-xin COVID-19 và yêu cầu phải đeo khẩu trang, hội chợ cũng cho phép những người đã tiêm chủng một phần (bao gồm cả những người mới được tiêm liều đầu tiên của vắc-xin hai liều) tham dự dựa theo các yêu cầu trong hộ chiếu vaccine "Key to NYC". Lần đầu tiên khu vực của các họa sĩ được đặt trong khu vực riêng. Hội chợ cũng được báo cáo là có vấn đề với sự đông đúc. Việc đăng ký mất nhiều thời gian chờ đợi vào thứ sáu, do có một số lượng lớn người tham dự đến sớm, dẫn đến việc họ phải xếp hàng dài chờ đợi. Hôm thứ bảy và chủ nhật do cổng vào được thay đổi nên đã phần lớn giải quyết được vấn đề về việc phải xếp hàng.
Ngày 2 tháng 12 năm 2021, các quan chức y tế báo cáo có một người tham dự hội chợ mang biến thể Omicron, Thống đốc Kathy Hochul kêu gọi tất cả những người đã tham dự hội nghị đi xét ngiệm COVID-19. Trong một cuộc điều tra của CDC, trong số 4.560 người tham dự hội chợ đã tham gia xét nghiệm, tỷ lệ kết quả dương tính chỉ có 2,6%, tương ứng với 119 trường hợp dương tính, kết quả đó là nhờ sự kết hợp đồng thời nhiều biện pháp phòng ngừa như đeo khẩu trang, tiêm vắc-xin cộng với hệ thống lọc không khí chất lượng cao đã giúp ngăn chặn sự lan truyền của vi rút.

## Lịch sử sự kiện
| Thời gian               | Địa điểm                                                  | Số người tham dự                        | Khách mời |
| ----------------------- | --------------------------------------------------------- | --------------------------------------- | --- |
| 17–19 tháng 11 năm 2017 | Trung tâm Hội nghị Jacob K. Javits tại thành phố New York | 20.000 trả phí (ước tính)               | Bryson Baugus, Makoto Bessho, Christine Marie Cabanos, Danny Choo, Charlet Chung, Jonny Cruz, Robbie Daymond, Sandy Fox, Kaz Haruna, Kate Higgins, Yoko Ishida, Kyle Jones, Naruyoshi Kikuchi, Lauren Landa, Narae Lee, Cherami Leigh, Kyle McCarley, Erica Mendez, Amanda Celine Miller, Phil Mizuno, Chris Niosi, Masakazu Ogawa, Yuko "Aido" Ota, Hiroki Otsuka, Chris Sabat, Shin Sasaki, Stephanie Sheh, Mike Sinterniklaas, Fumihiko Sori, Gaku Space, Masaki Tachibana, LeSean Thomas, Mike Toole, Uncle Yo, Cristina Vee, Chihiro Yonekura, YuffieBunny. |
| 16–18 tháng 11 năm 2018 | Trung tâm Hội nghị Jacob K. Javits tại thành phố New York | 36.000 (ước tính) 50.000+ lượt tham gia | Aimer, Tia Ballard, Mica Burton, Ray Chase, Danny Choo, Robbie Daymond, Toru Furuya, Kun Gao, Todd Haberkorn, Luna Haruna, Hironobu Kageyama, Brittney Karbowski, Hiroshi Kitadani, Shigeto Koyama, Linda Le, Narae Lee, Cherami Leigh, Vic Mignogna, Max Mittelman, Masakazu Morita, Morning Musume, Range Murata, Shoko Nakagawa, Shinichi Nakamura, nano, Becka Noel, Naohiro Ogata, Tony Oliver, Bryce Papenbrook, Mayumi Shintani, John Swasey, Cristina Vee, Kari Wahlgren, Hiromi Wakabayashi, David Wald, Tyler Walker. |
| 15–17 tháng 11 năm 2019 | Trung tâm Hội nghị Jacob K. Javits tại thành phố New York | 46.000 (ước tính tổng cộng)             | Aqours, Bryson Baugus, Justin Briner, James Carter Cathcart, Clifford Chapin, Ray Chase, Eunyoung Choi, Danny Choo, Zack Davisson, Robbie Daymond, Abby Denson, Maile Flanagan, Josh Grelle, Hilary Haag, Todd Haberkorn, Erika Harlacher, Riichiro Inagaki, Mitsuhisa Ishikawa, JAM Project, Takahiro Kimura, Michele Knotz, Rie Kugimiya, Josh Martin, Kristen McGuire, Amanda C. Miller, Misako Rocks!, Max Mittelman, Sarah Natochenny, Ichiro Okouchi, Rumi Okubo, Lisa Ortiz, Chris Rager, Carrie Savage, Satoshi Shiki, Atsumi Tanezaki, J. Michael Tatum, Yoshiyuki Tomino, True, VOfan, Mamoru Yokota, Zaq. |
| 17–20 tháng 11 năm 2020 | Hội chợ trực tuyến                                        |                                         | |
| 19–21 tháng 11 năm 2021 | Trung tâm Hội nghị Jacob K. Javits tại thành phố New York | 53.000                                  | Ceres Fauna, Hakos Baelz, Nanashi Mumei, Ouro Kronii, Tsukumo Sana, Yuki Hayashi, Shinji Aramaki, Arthell Insom, IRIS, Justin Leach, Natsumi Ueki, Robert Woodhead, Azulette, Anairis Quinones, Amber Lee Connors, AmaLee, Alexander Gross, Alex Koslov, Aleks Le, A.K. Beckles, Bryce Papenbrook, CurtRichy, Cristal Marie, Colleen Clinkenbeard, Christopher Sabat, CHEFPK, Doug Erholtz, David Matranga, Eric Maruscak, Emily Neves, Fantastic Frankey, Jay White, Jason Liebrecht, Jared Ross, Killing Krystal, Kia Sangria, Kanako Shirasaki, Lovely Dorrie, Lex Lang, Mikal Mosley, Max Mittelman, Magnus Rose, Maweezy, PierrestepZ, Robbie Daymond, Richard Epcar, Ricco Fajardo, RDCWorld1, Ray Chase, Sean Schemmel, Tony Oliver, DJ Taylor Senpai, Victoria Johnson, VantaBlackCosplay, Yedoye Travis, Y. Chang, Zeno Robinson, Zack Davisson, Zach Aguilar |
| 18-20 tháng 11 năm 2022 | Trung tâm Hội nghị Jacob K. Javits tại thành phố New York | khoảng 55.000 lượt tham dự              | Johnny Yong Bosch, Ray Chase, Rosalie Chiang, Stella Chuu, Zack Davisson, Robbie Daymond, Ricco Fajardo, Ayako Kawasumi, Shigeto Koyama, Shizuka Kurosaki, Cherami Leigh, Adam McArthur, Max Mittelman, Shuko Murase, A New World, Bryce Papenbrook, Derek Stephen Prince, Natalie Rial, Eric Rot, Michelle Ruff, Adam Savage, Yoko Shimomura, Sushio, Hiromi Wakabayashi, Yoshihiro Watanabe, Wig-Wig Cosplay, Anne Yatco. |
| 17-19 tháng 11 năm 2023 | Trung tâm Hội nghị Jacob K. Javits tại thành phố New York |                                         | |